# Brachythecium caucasicum
Brachythecium caucasicum är en bladmossart som beskrevs av Thériot 1918. Brachythecium caucasicum ingår i släktet gräsmossor, och familjen Brachytheciaceae. Inga underarter finns listade i Catalogue of Life.